# Bernhard Schlink
Bernhard Schlink (Bielefeld, 6 luglio 1944) è uno scrittore tedesco,  autore del romanzo A voce alta - The Reader.
Ha esercitato la professione di giudice presso la Corte Costituzionale Federale della Renania Settentrionale-Vestfalia nel 1998. Nel 2006 è stato ordinato professore di Filosofia del diritto presso la prestigiosa Humboldt Universität di Berlino.
Pur avendo iniziato come autore di romanzi polizieschi, è al romanzo autobiografico Der Vorleser (cioè The Reader), pubblicato nel 1995, che deve il successo. Subito best seller in Germania, Stati Uniti e in altri trentacinque Paesi (in Italia è stato pubblicato per la prima volta nel 1998 da Garzanti con il titolo A voce alta - The Reader), il successo di The Reader negli USA è stato tale che il The New York Times ha tenuto a lungo primo questo romanzo nella lista dei best seller. Nel 2008 Stephen Daldry, il regista di Billy Elliot, ne ha tratto un film dal medesimo titolo, per il quale è stato anche candidato all'Oscar (andato poi quell'anno a Joel ed Ethan Coen per No Country for Old Men). Ralph Fiennes ha interpretato Michael/Bernard.
Schlink ha vinto diversi premi in diversi paesi: il Friedrich-Glauser-Preis nel 1989, il Deutscher Krimi Preis nel 1993 (questo per il romanzo giallo Selbs Betrug), poi nel 1997 - stavolta per A voce alta - il Premio Hans Fallada e il Grinzane Cavour in Italia, quindi il Prix Laure Bataillon in Francia. Premiato dal quotidiano liberale tedesco Die Welt, che gli conferisce il WELT-Literaturpreis, è stato infine selezionato per l'International IMPAC Dublin Literary Award nel 1999 (quell'anno il premio è stato vinto dal britannico Andrew Miller).

## Opere principali
- 1987: Selbs Justiz
- 1988: Die gordische Schleife
- 1992: Selbs Betrug
- 1995: Der Vorleser (A voce alta - The Reader)
- 2000: Liebesfluchten
- 2001: Selbs Mord
- 2006: Die Heimkehr
- 2008: Das Wochenende,  ISBN 978-3-257-06633-3
- 2010: Sommerlügen, ISBN 978-3-257-06753-8
- 2011: Gedanken über das Schreiben, ISBN 978-3-257-06783-5